# Momie de Plomo

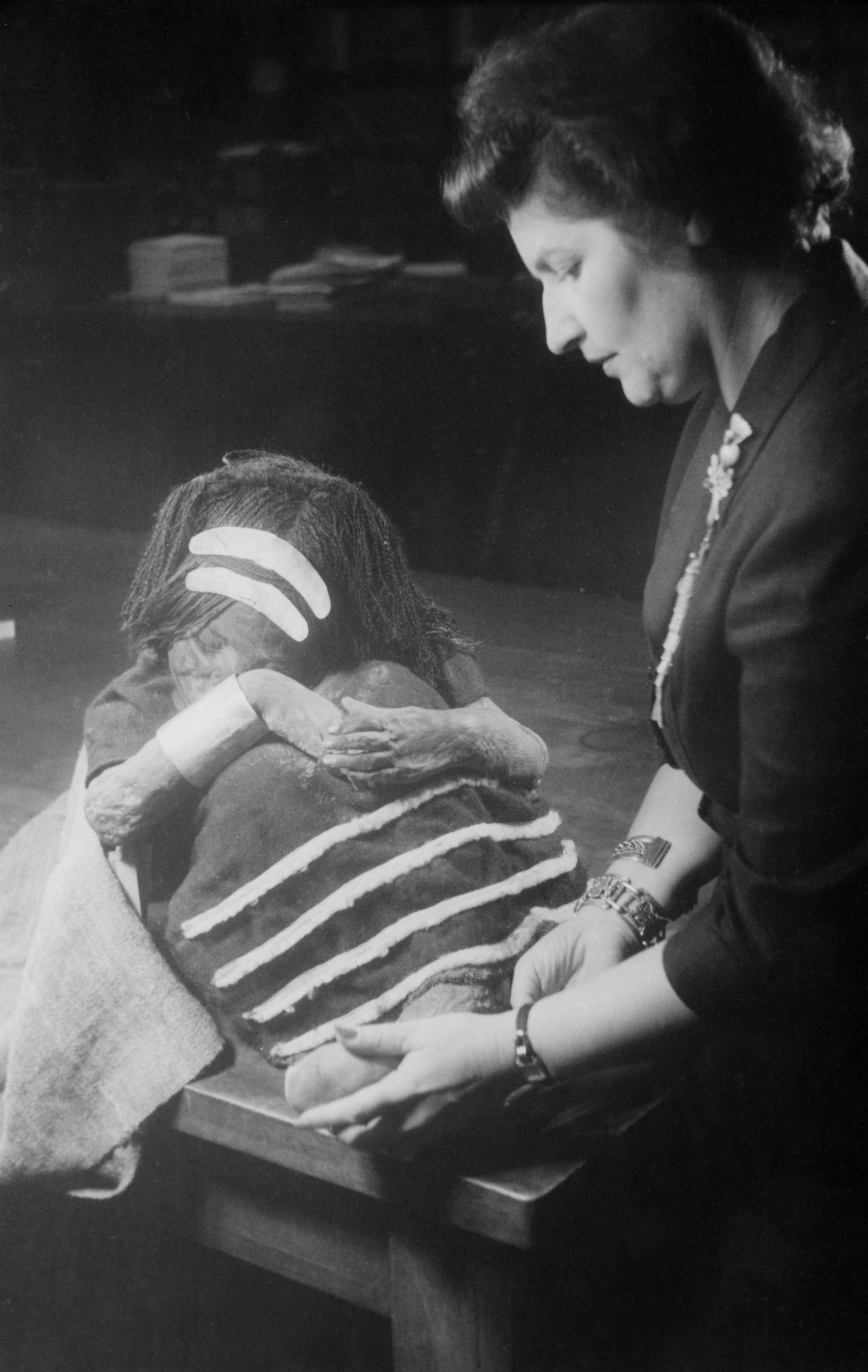
Original de la momie, avec Grete Mostny directrice du Musée national d'histoire naturelle de Santiago

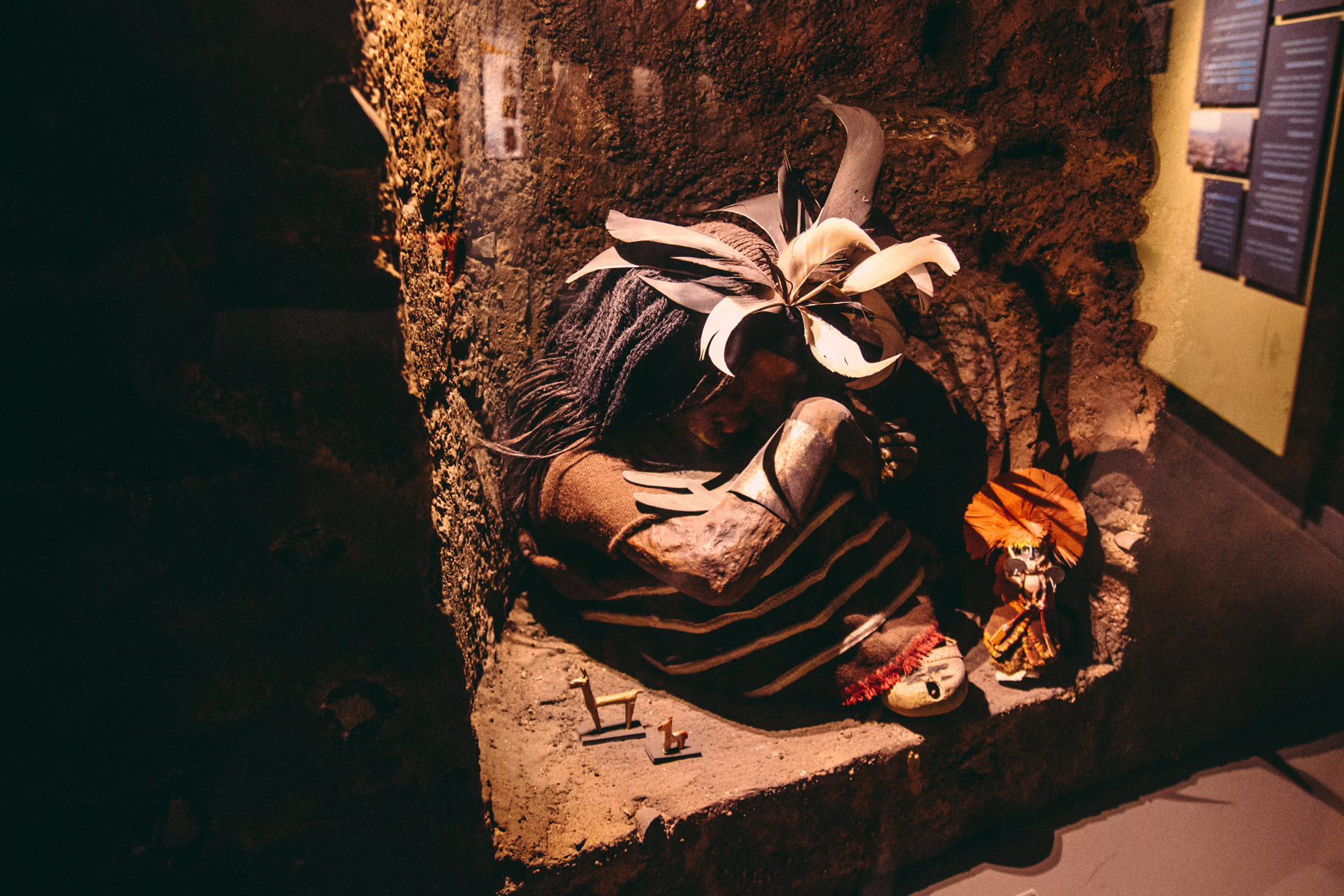
Première réplique de la momie avec les funeralia.

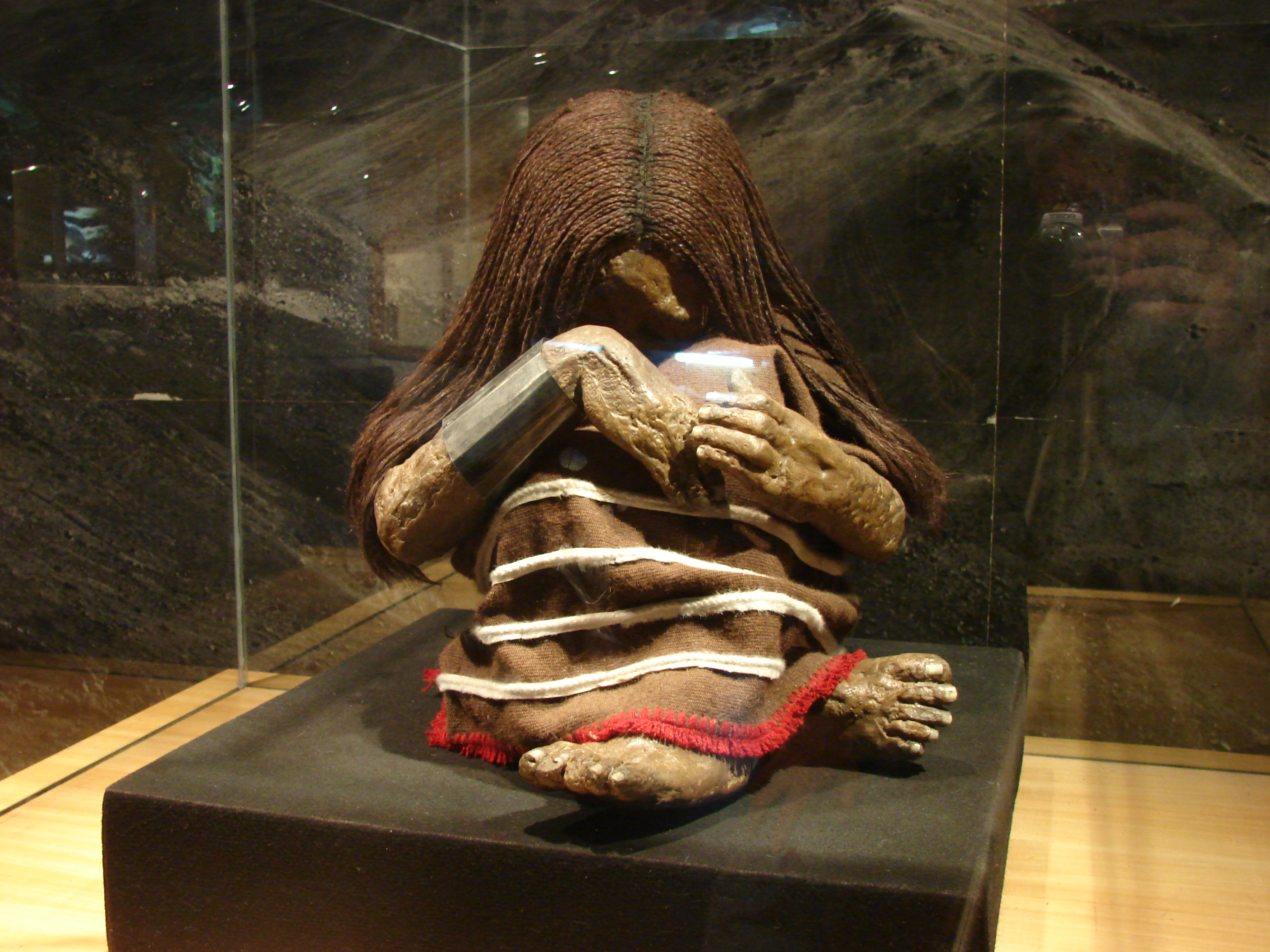
Nouvelle réplique de la momie.

La momie de Plomo (aussi connue sous le nom de garçon d'El Plomo, momie d'El Plomo ou La Momia del Cerro El Plomo en espagnol) est une momie formée par les restes bien conservés d'un enfant inca trouvée sur le Cerro El Plomo en 1954. Il s'agit de la première découverte en haute altitude d'une momie congelée morte par sacrifice humain inca, pratique nommée Capacocha.
La momie est gardée par le Musée national d'histoire naturelle de Santiago et possède une réplique accessible au public.